# Morašice u Chrudimi

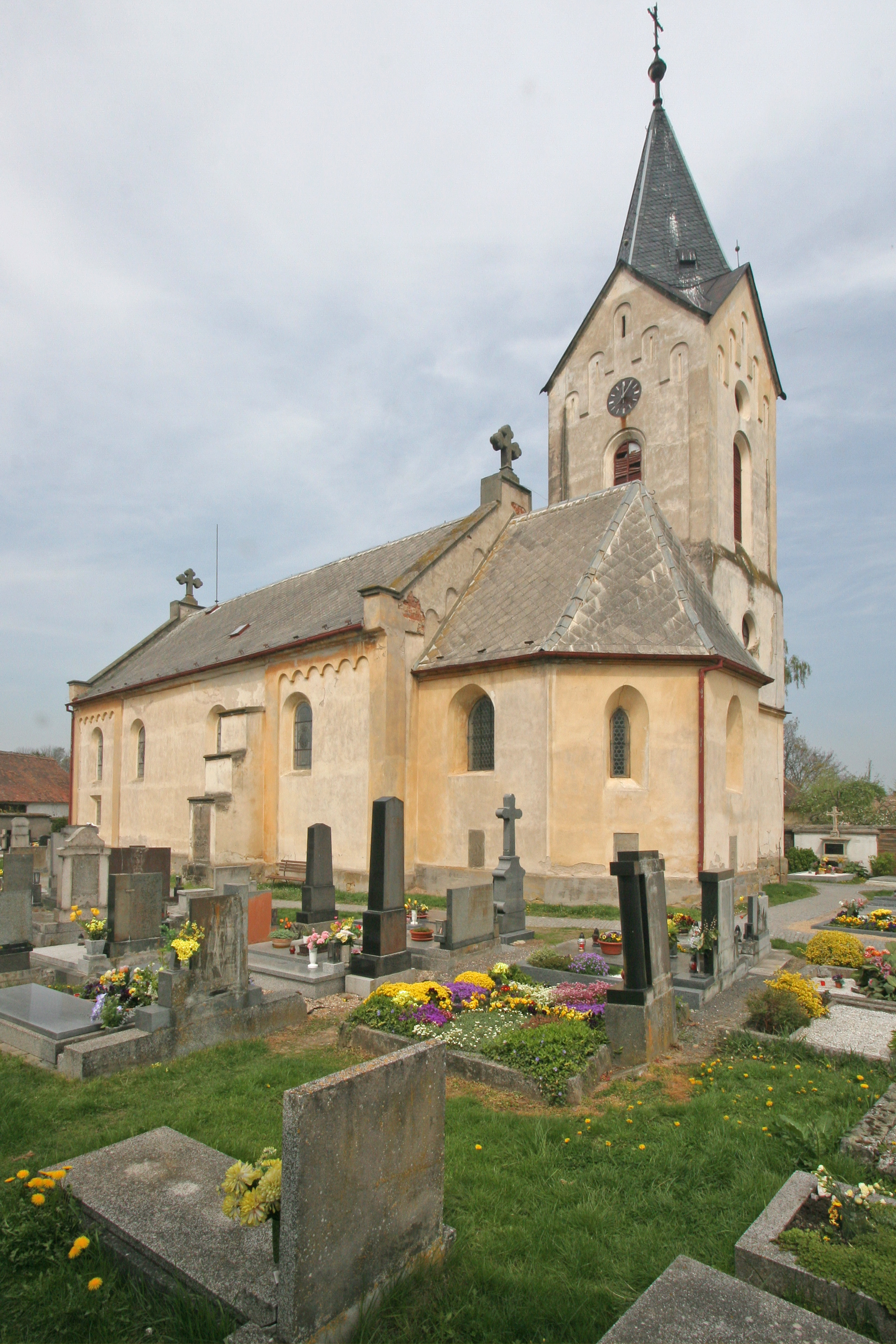
Kirche des hl. Veit

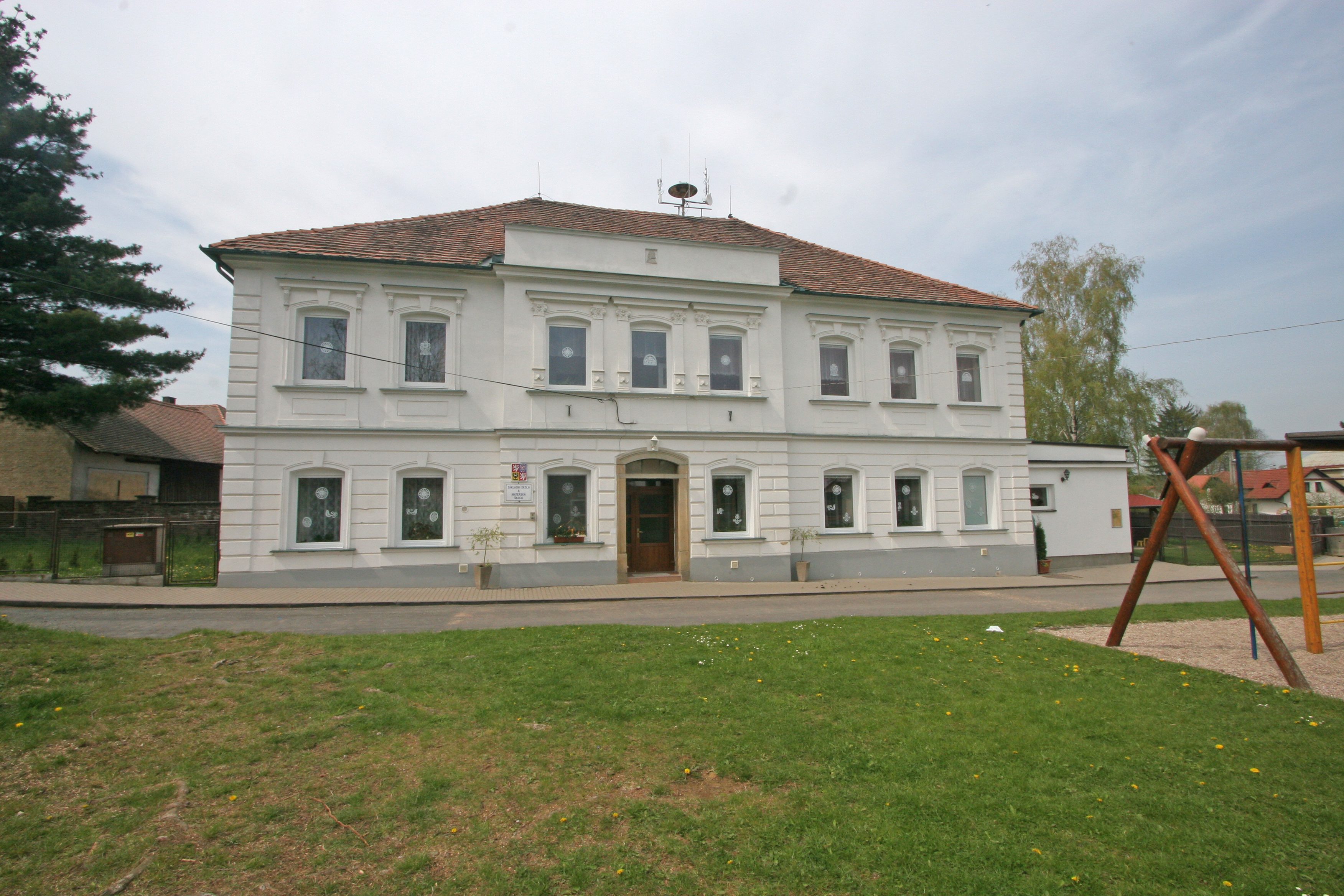
Alte Schule

Morašice (deutsch Moraschitz) ist eine Gemeinde in Tschechien. Sie liegt sieben Kilometer südwestlich von Chrudim und gehört zum Okres Chrudim.

## Geographie
Morašice befindet sich in den nördlichen Ausläufern des Eisengebirges (Železné hory) im Tal des Baches Bylanka. Südlich erhebt sich die Holičská jedlina (388 m n.m.), im Westen der Palác (382 m n.m.).
Nachbarorte sind Doubrava, Rozhovice und Lány im Norden, Markovice und Kozojedy im Nordosten, Červenec, Pouchobrady, Sobětuchy und Stolany im Osten, Rabštejnská Lhota und Skupice im Südosten, Dubina, Palučiny, Holičky und Dolany im Süden, Dlubín, Bačalský Mlýn, Úherčice, Březina und Radlín im Südwesten, Chotěnice im Westen sowie Nový Dvůr, Nová Doubrava und Klešice im Nordwesten.

## Geschichte
Die erste urkundliche Erwähnung von Morašice erfolgte im Jahre 1226, als Jan von Morašice auf einer Urkunde Ottokar I. Přemysls als Zeuge zeichnete. Die Kirche ist seit 1350 nachweislich. Weitere Grundherren waren in der Mitte des 15. Jahrhunderts Tristram von Barchov und seit dem Ende des 15. Jahrhunderts die Herren Andiel von Ronowec (Anděl z Ronovce), die später auch das Gut Heřmanův Městec erwarben. 1541 teilten die Brüder Burian und Sigmund Andiel von Ronowec das väterliche Erbe; Burian erhielt das Gut Morašice, Sigmund das Gut Heřmanův Městec. 1544 verkaufte Burian Andiel von Ronowec Morašice an Nikolaus Štítný von Štítné. Dieser baute das Gut aus, ließ neue Wirtschaftsgebäude, einen Baumgarten und Teiche anlegen. Unterstützt wurde er dabei durch seinen späteren Schwiegersohn Peter Hamza von Zábědovice; einem klugen Wirtschafter, der in dieser Zeit im Auftrag der jugendlichen Söhne Johann von Pernsteins auch die Verwaltung der umfangreichen Pernsteinschen Güter übernahm. 1557 erbte die Witwe Johanna Hamzová das ihrem verstorbenen Mann gehörige Gut Hrochův Týnec und bewirtschaftete beide selbst. Drei Jahre später heiratete sie in zweiter Ehe ihren Cousin Prokop Štítný von Štítné, dem sie Hrochův Týnec überließ. Nach dem Tod der Mutter und des Stiefvaters übernahm Eva Špetlová von Zábědovice das Gut Morašice. Gleich ihrer Mutter war sie eine energische Frau, die die Wirtschaft selber führte und das Gut Morašice zu einem der bedeutsamsten Herrensitze im Chrudimer Kreis empor brachte. 1597 vermachte Eva Špetlová Morašice testamentarisch den Brüdern Myslibor Hamza und Pavel Bořek von Zábědovice. Das Vladikengeschlecht Hamza von Zábědovice (Hamsa von Zabiedowitz) hielt das Gut Morašice bis 1661; der nachfolgende Besitzer Johann von Sporck vereinigte das Gut mit Heřmanmiestetz. Die Feste Morašice verlor damit ihre Bedeutung als Herrensitz; sie wurde dem Verfall preisgegeben und schließlich abgerissen. 1798 verkauften die Grafen von Sporck die Herrschaft Heřmanmiestetz an den Freiherren von Greiffenclau, ab 1828 gehörte sie den Fürsten Kinsky.
Im Jahre 1835 bestand das im Chrudimer Kreis gelegene Dorf Moraschitz bzw. Morassice aus 57 Häusern, in denen 399 Personen lebten. Unter dem Patronat der Herrschaft standen die Filialkirche des hl. Veit und die Schule; außerdem gab es im Ort einen herrschaftlichen Meierhof. Zu Moraschitz konskribiert waren die Einschichten Batschitz (Březina) und Dubina – zusammen 8 Häuser – sowie die Pulvermühle bzw. Prachowna (Mlýn Prachovna). Pfarrort war Heřmanmiestetz. Bis zur Mitte des 19. Jahrhunderts blieb Moraschitz der Allodialherrschaft Heřmanmiestetz untertänig.
Nach der Aufhebung der Patrimonialherrschaften bildete Morašice/Moraschitz ab 1849 mit den Ortsteilen Dlubín, Dolany, Holičky und Úherčice eine Gemeinde im Gerichtsbezirk Chrudim. Ab 1868 gehörte die Gemeinde zum politischen Bezirk Chrudim. Zum Ende des 19. Jahrhunderts erfolgte der Bau eines neuen Schulhauses; dabei wurden zwei Keller und Brunnen der Feste freigelegt. Holičky und Úherčice lösten sich 1919 los und bildete eigene Gemeinden. 1961 wurden Holičky, Janovice, Skupice und Zbyhněvice eingemeindet. Seit 2001 führt die Gemeinde ein Wappen und Banner. Die ehemalige Schule dient heute als Kindergarten.

## Gemeindegliederung
Die Gemeinde Morašice besteht aus den Ortsteilen Holičky (Holitschek), Janovice (Janowitz), Morašice (Moraschitz), Skupice (Skupitz) und Zbyhněvice (Sbichniewitz), die zugleich auch Katastralbezirke bilden. Zu Morašice gehören zudem die Wohnplätze Bačalský Mlýn (Bacala), Březina (Batschitz), Dolany (Dolan), Dubina, Mlýn Prachovna (Prachowna), Palučiny (Palutschin) und Dlubín (Dlubin).

## Sehenswürdigkeiten
- Kirche des hl. Veit in Morašice, sie entstand in der ersten Hälfte des 14. Jahrhunderts und erhielt ihre heutige Gestalt in der zweiten Hälfte des 19. Jahrhunderts. In der Kirche befinden sich Grabmäler von Angehörigen des Geschlechts Hamza Bořek von Zábědovice.